# John Baskerville
Pour les articles homonymes, voir Baskerville.
John Baskerville, né le 28 janvier 1706 à Wolverley (Worcester) et mort 8 janvier 1775, est un imprimeur britannique de Birmingham. Il est connu pour son activité d’industriel du papier, de découpage (ou japanning), ou de papier mâché, mais c’est surtout son activité d’imprimeur et de typographe qui l’ont rendu célèbre : il est un créateur de police de caractères typographiques.

## Biographie

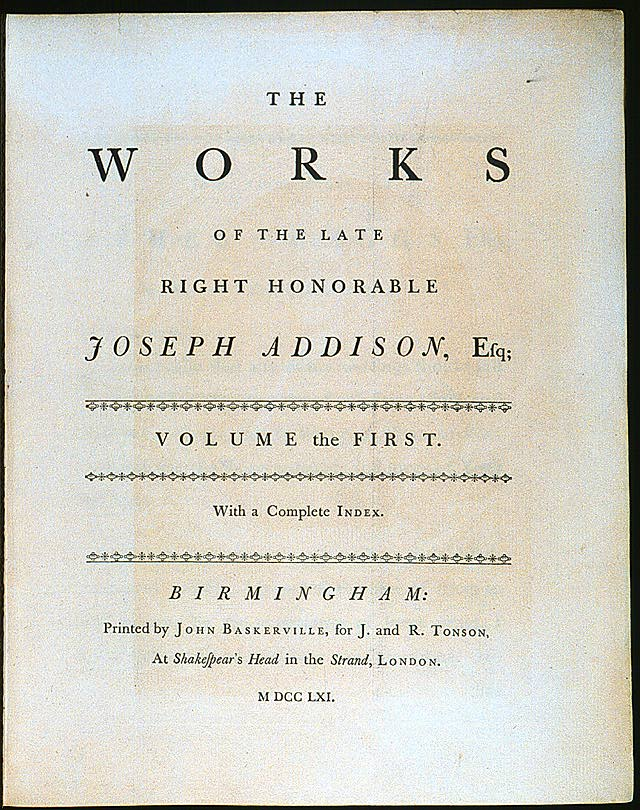
Page de titre de l’une de ses publications.

Sa famille était originaire de Normandie, de Bacqueville. Il est imprimeur pour l’université de Cambridge et, bien qu’il soit athée, imprime en 1763 une splendide Bible in-folio.
Vers 1750, il perfectionne un procédé de fabrication de papier réduisant les irrégularités de sa surface. Baskerville nomme ce papier papier vélin, car son aspect lisse rappelait l’aspect des peaux de vélins. Il dirige le graveur de poinçons typographiques, John Handy, dans la création de nombreuses polices de caractères à l’apparence très similaire.
Ses polices font l'admiration d'un membre de la Royal Society of Arts, Benjamin Franklin (1706-1790), imprimeur de métier, qui rapporte ces polices dans les nouveaux États-Unis d'Amérique où elles sont adoptées pour les publications du gouvernement fédéral. Ses réalisations sont critiquées par ses nombreux concurrents et tombent bientôt dans l’oubli mais, à partir des années 1920, de nombreuses nouvelles polices s’inspirent de ses créations et sont commercialisées sous le nom de Baskerville par des fondeurs comme Linotype, Monotype et d’autres.
Athée, Baskerville fut enterré, à sa demande, dans une terre non consacrée, à savoir le jardin de sa propre maison, Easy Hill. Lorsqu’un canal fut construit sur cette terre, ses restes furent placés dans un entrepôt avant d’être secrètement déposés dans une crypte de la Christ Church de Birmingham. Lorsque cette église est démolie en 1899, ses cendres, ainsi que les autres corps de la crypte, furent déposées dans des catacombes consacrées, au Warstone Lane Cemetery. Baskerville House, un centre administratif, fut érigé à la place d'Easy Hill.
Après sa mort, Beaumarchais fit l’acquisition de ses caractères, et les employa à sa belle édition de Voltaire (1785), connue sous le nom d’édition de Kehl, du lieu où elle fut imprimée.

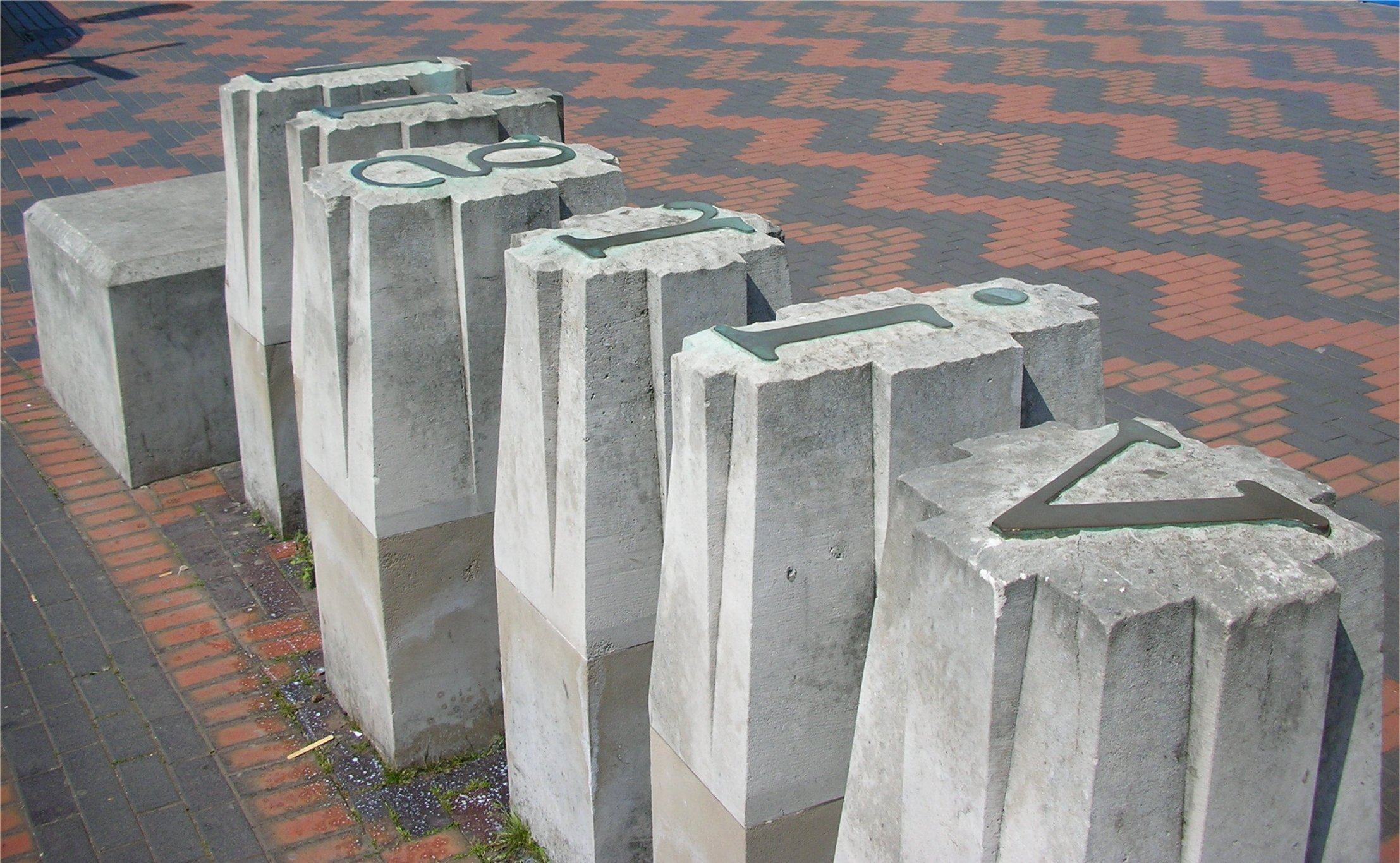
Sculpture Industry and Genius.

Une sculpture en pierre de Portland représentant sa police, et nommée Industry and Genius, fut érigée en sa mémoire en face de Baskerville House, dans le Centenary Square, un square public de Birmingham. Elle est l’œuvre de l’artiste local David Patten.

## Anecdotes
Sir Arthur Conan Doyle (1859-1930), qui vécut à Birmingham, aurait pu emprunter son nom de famille pour l’un de ses romans, Le Chien des Baskerville, lequel sera à son tour utilisé par Umberto Eco pour le personnage de William de Baskerville, dans son roman à succès, Le Nom de la rose.